# Союз радиолюбителей России
Союз радиолюбителей России (СРР; до распада СССР — Федерация радиоспорта СССР) — общероссийская общественная организация, созданная в 1992 году для развития и популяризации радиолюбительства и радиоспорта. СРР является национальной радиолюбительской организацией Российской Федерации, представляющей российских радиооператоров-любителей в Международном радиолюбительском союзе IARU.

## Соревнования
Под эгидой СРР и при содействии СРР ежегодно проходят различные соревнования
.

### Соревнования по радиосвязи на коротких волнах (КВ)
Дисциплина радиоспорта «Радиосвязь на КВ» (телефон, телеграф, смесь).
Регулярные соревнования по радиосвязи на КВ:
1. Кубок РФ — SSB, CW, DIGI
2. Чемпионат РФ — SSB, CW
3. Чемпионат РФ среди женщин — SSB
4. RDXC — CW+SSB
5. Открытое первенство РФ (среди молодёжи) — SSB
6. Зональные спортивные соревнования среди молодёжи по радиосвязи на КВ телефоном — SSB
7. Чемпионат ЦФО по радиосвязи на КВ (телеграф, телефон) — CW+SSB
8. Мемориал «Победа» — CW+SSB
9. CQ-M — CW+SSB
10. Чемпионат России по радиосвязи на КВ телеграф, телефон (финал) — CW+SSB
11. Всероссийские соревнования по радиосвязи на КВ (телеграф, телефон) — CW, SSB
12. Дружба — SSB
13. Спортивные соревнования СРР среди молодёжи по радиосвязи на КВ телефоном «Снежинка» — SSB
14. RAEM — CW

### Соревнования по радиосвязи на ультракоротких волнах (УКВ)
1. Кубок РФ — CW+Phone
2. Чемпионат РФ — CW+Phone
3. Очно-заочный чемпионат РФ (ОЗЧР) по радиосвязи на УКВ — CW+Phone
4. Зональные соревнования по радиосвязи на УКВ — CW+Phone
5. Кубок имени Ю. А. Гагарина — CW+Phone
6. Полевой день УКВ — CW+Phone

### Спортивная радиопеленгация
1. Кубок РФ

### Спортивная радиотелеграфия
1. Кубок РФ

## Дипломы СРР
Перечень радиолюбительских дипломов, учреждённых СРР:
КВ:
1. Россия
2. Россия на всех диапазонах
3. Р-6-К
4. Р-100-Р
5. Р-150-С
6. RAEM
7. Ю. А. Гагарин — первый космонавт Земли
8. Universiade

УКВ
1. Aurora Russia
2. EME Russia
3. Es Russia
4. Cosmos Russia
5. MeteorScatter Russia
6. Tropo_Russia

## СМИ СРР
Периодические печатные издания СРР:
- «Радиолюбитель. Вестник СРР»[8]
- «Бюллетень СРР» — официальное электронное издание[9]